# 世界シャンチー選手権
世界シャンチー選手権（せかいシャンチーせんしゅけん、英: World Xiangqi Championship、中: 世界象棋锦标赛）は世界シャンチー連合会が主催するシャンチーの世界大会である。2年に1度、奇数年に開催され、男子団体戦、男子個人戦、男子ノンチャイニーズ及び女子個人戦が実施される。

## 開催地一覧
| 回 | 年     | 開催地                      |
| -- | ------ | --------------------------- |
| 1  | 1990年 | シンガポール                |
| 2  | 1991年 | 昆明（ 中国）               |
| 3  | 1993年 | 北京（ 中国）               |
| 4  | 1995年 | シンガポール                |
| 5  | 1997年 | 香港                        |
| 6  | 1999年 | 上海（ 中国）               |
| 7  | 2001年 | マカオ                      |
| 8  | 2003年 | 香港                        |
| 9  | 2005年 | パリ（ フランス）           |
| 10 | 2007年 | マカオ                      |
| 11 | 2009年 | 新泰（ 中国）               |
| 12 | 2011年 | ジャカルタ（ インドネシア） |
| 13 | 2013年 | 恵州（ 中国）               |
| 14 | 2015年 | ミュンヘン（ ドイツ）       |
| 15 | 2017年 | マニラ（ フィリピン）       |